# Heriaeus fedotovi
Heriaeus fedotovi là một loài nhện trong họ Thomisidae.
Loài này thuộc chi Heriaeus. Heriaeus fedotovi được miêu tả năm 1946 bởi Charitonov.